# Meteoriopsis pseudostraminea
Meteoriopsis pseudostraminea är en bladmossart som beskrevs av Brotherus 1906. Meteoriopsis pseudostraminea ingår i släktet Meteoriopsis och familjen Meteoriaceae. Inga underarter finns listade i Catalogue of Life.